# Festo (tribuno e notário)
Festo (em latim: Festus) foi um oficial romano do final do século IV, ativo durante o reinado dos imperadores Graciano (r. 375–383), Valentiniano II (r. 375–392) e Teodósio I (r. 378–395). É atestado numa inscrição presente num tablete de bronze segundo a qual era homem claríssimo, tribuno e notário. A inscrição também alude ao prefeito pretoriano Postumiano e pensa-se que eram parentes.